# Martin Benson
Pour les articles homonymes, voir Benson.
Martin Benson est un acteur britannique, né le 10 août 1918 à Londres (Royaume-Uni) et mort le 28 février 2010 à Markyate dans le Hertfordshire.

## Filmographie

### Cinéma
- 1948 : But Not in Vain d'Edmond T. Gréville : Mark Meyer
- 1948 : The Blind Goddess (en) de Harold French : Conte Mikla
- 1949 : Trapped by the Terror de Cecil Musk : Gouverneur
- 1949 : The Adventures of P.C. 49: Investigating the Case of the Guardian Angel de Godfrey Grayson : Skinny Ellis
- 1949 : Les Amants du Capricorne de Alfred Hitchcock : l'homme transportant une tête réduite (non crédité)
- 1950 : I'll Get You for This (en) de Joseph M. Newman : Frankie Sperazza
- 1951 : Mystery Junction (en) de Michael McCarthy : Steve Harding
- 1951 : Assassin for Hire (en) de Michael McCarthy : Catesby
- 1951 : The Dark Light de Vernon Sewell : Luigi
- 1951 : Night Without Stars de Anthony Pelissier : White Cap
- 1952 : Judgment Deferred (en) de John Baxter : Pierre Desportes
- 1952 : The Frightened Man (en) de John Gilling : Alec Stone
- 1952 : Ivanhoé de Richard Thorpe : un juif à la remise de la rançon (non crédité)
- 1952 : The Gambler and the Lady (en) de Patrick Jenkins (en) : Tony, le partenaire de danse de Pat
- 1952 : Wide Boy (en) de Ken Hughes : Rocco
- 1953 : Wheel of Fate (en) de Francis Searle : Riscoe
- 1953 : Les Marrants terribles (en) (Top of the Form) de John Paddy Carstairs : Cliquot (non crédité)
- 1953 : Recoil (en) de John Gilling : Farnborough
- 1953 : Escape by Night (en) de John Gilling : Guillio
- 1953 : Always a Bride de Ralph Smart : Commis de bureau de l'hôtel (non crédité)
- 1953 : Black 13 (en) de Ken Hughes : Bruno
- 1954 : à l'ouest de Zanzibar (West of Zanzibar) de Harry Watt : Dhofar
- 1954 : Monsieur Ripois de René Clément : Art (non crédité)
- 1954 : Le Prisonnier du harem (You Know What Sailors Are) de Ken Annakin : Officier Agrarian (non crédité)
- 1955 : Passage Home de Roy Ward Baker : Guiterres
- 1955 : Rendez-vous à Rio (Doctor at Sea) de Ralph Thomas : Head Waiter (non crédité)
- 1956 : À vingt-trois pas du mystère (23 Paces to Baker Street) de Henry Hathaway : Pillings
- 1956 : Le Roi et moi (The King and I) de Walter Lang : Kralahome
- 1956 : Soho quartier dangereux (Soho Incident) de Vernon Sewell : Rico Francesi
- 1957 : Istanbul de Joseph Pevney : Mr. Darius
- 1957 : Toubib en liberté (Doctor at Large) de Ralph Thomas : Maharajah of RhandaMaharajah
- 1957 : Police internationale (Interpol) de John Gilling : Capitaine Varolli
- 1957 : Le Trottoir (The Flesh Is Weak) de Don Chaffey : Angelo Giani
- 1957 : Man from Tangier (en) de Lance Comfort : Voss
- 1957 : Alerte en Extrême-Orient (Windom's Way) de Ronald Neame : Samcar, Rebel Commander (non crédité)
- 1958 : The Strange World of Planet X (en) de Gilbert Gunn : Smith
- 1958 : Chef de réseau (The Two-Headed Spy) de André de Toth : Gen. Wagner
- 1959 : Make Mine a Million (en) de Lance Comfort : Chairman
- 1959 : Les Aventuriers du Kilimandjaro (Killers of Kilimanjaro) de Richard Thorpe : Ali
- 1960 : The Gentle Trap de Charles Saunders : Ricky Barnes
- 1960 : Chérie recommençons (Once More, with Feeling!) de Stanley Donen : Luigi Bardini
- 1960 : Sands of the Desert (en) de John Paddy Carstairs : Selim
- 1960 : Oscar Wilde de Gregory Ratoff : George Alexander
- 1960 : Exodus de Otto Preminger : Mordekai, Irgun recruiter
- 1960 : Les Voyages de Gulliver (The 3 Worlds of Gulliver) de Jack Sher : Flimnap
- 1960 : The Pure Hell of St. Trinian's de Frank Launder
- 1961 : A Matter of Who (en) de Don Chaffey : Rahman
- 1961 : Five Golden Hours de Mario Zampi : Enrico
- 1961 : Gorgo de Eugène Lourié : Dorkin
- 1962 : Le Fascinant capitaine Clegg (Captain Clegg) de Peter Graham Scott : Mr. Rash, le gardien de l'hôtel
- 1962 : Village of Daughters (en) de George Pollock : 1er Pickpocket
- 1962 : Une histoire de Chine (Satan Never Sleeps) de Leo McCarey : Kuznietsky
- 1962 : The Silent Invasion de Max Varnel (en) : Borge
- 1962 : I tre nemici de Giorgio Simonelli : Prof. Otto Kreutz
- 1962 : The Fur Collar (en) de Lawrence Huntington : Martin Benson
- 1963 : Cléopâtre (Cleopatra) de Joseph L. Mankiewicz et Rouben Mamoulian : Ramos
- 1964 : The Secret Door de Gilbert Kay : Edmundo Vara
- 1964 : Quand l'inspecteur s'emmêle (A Shot in the Dark) de Blake Edwards : Maurice
- 1964 : Et vint le jour de la vengeance (Behold a Pale Horse) de Fred Zinnemann : Le prêtre
- 1964 : Goldfinger de Guy Hamilton : Martin Solo
- 1965 : Le Secret de la liste rouge (Mozambique) de Robert Lynn : Da Silva
- 1965 : Le Secret de mon succès (The Secret of My Success) de Andrew L. Stone : Rex Mansard
- 1966 : D pour danger (A Man Could Get Killed) de Ronald Neame et Cliff Owen : Politanu
- 1967 : The Magnificent Two (en) de Cliff Owen : Président Diaz
- 1967 : Battle Beneath the Earth (en) de Montgomery Tully : Gen. Chan Lu
- 1972 : Jeanne, papesse du diable (Pope Joan) de Michael Anderson : Lothair
- 1973 : Tiffany Jones (en) de Pete Walker : Petcek
- 1976 : Le Message (The Message) de Moustapha Akkad : Abu-Jahal
- 1976 : La Malédiction (The Omen) de Richard Donner : Father Spiletto
- 1979 : Rencontres avec des hommes remarquables (Meetings with Remarkable Men) de Peter Brook : Dr. Ivanov
- 1979 : The Human Factor (film) d'Otto Preminger : Boris
- 1980 : Le Commando de sa majesté (The Sea Wolves: The Last Charge of the Calcutta Light Horse) de Andrew V. McLaglen : Mr. Montero
- 1981 : Sphinx de Franklin J. Schaffner : Mohammed
- 1984 : Arch of Triumph (en) de Waris Hussein : Goldberg
- 1988 : Toscanini (Il Giovane Toscanini) de Franco Zeffirelli : 1° Maestro Scala
- 1999 : Les Cendres d'Angela de Alan Parker : frère de Christian

### Télévision
- 1951 : The Passing Show (série télévisée, 1 épisode, 1930-1939: The Days Before Yesterday)
- 1951 : The Vise (série télévisée, 1 épisode, The Gamblers) : Carlos
- 1953-1956 : Douglas Fairbanks, Jr., Presents (série télévisée, 7 épisodes) : divers rôles
- 1956 : Les Aventures du Colonel March (Colonel March of Scotland Yard) (série télévisée, 1 épisode, The Silent Vow) de Cy Endfield : Dupont
- 1956 : Assignment Foreign Legion (série télévisée, 3 épisodes) : divers rôles
- 1956-1957 : Sailor of Fortune (série télévisée, 2 épisodes) : El Saiyid / Police Chief
- 1957 : Sword of Freedom (série télévisée, 17 épisodes) de Anthony Squire : Duke de Medici
- 1957 : The New Adventures of Martin Kane (série télévisée, 1 épisode, The Missing Daughter Story)
- 1957 : The Adventures of Aggie (série télévisée, 1 épisode, Tarboosh) de Martin Stern : Sheikh Feisal
- 1957 : The Jack Benny Program (série télévisée, 1 épisode, Jack in Paris)
- 1957 : The Adventures of Sir Lancelot (série télévisée, 1 épisode, The Mortaise Fair) de Bernard Knowles et Anthony Squire : Hassim
- 1957 : Overseas Press Club - Exclusive! (série télévisée, 1 épisode, Santa Claus in a Jeep) : Dimitrios
- 1957 : O.S.S. (série télévisée, 1 épisode, Operation Pay Day) de Allan Davis et Robert Siodmak : Tullio
- 1958 : White Hunter (série télévisée, 1 épisode, Dead Man's Tale) de Bernard Lewis et Joseph Sterling : Piet Ritter
- 1958 : The New Adventures of Charlie Chan (série télévisée, 2 épisodes) : Ricci
- 1959 : Dial 999 (série télévisée, 1 épisode, Special Branch) : Wayman
- 1959 : L'homme invisible (Invisible Man) (série télévisée, 1 épisode, Crisis in the Desert) de Ralph Smart : Omar
- 1959 : The Third Man (série télévisée, 1 épisode, An Offering of Pearls) de Iain MacCormick et David Orrick McDearmon : Karos
- 1960 et 1965 : Destination Danger (Danger Man)(série télévisée, 2 épisodes) de Ralph Smart : Fawzi / General Ventura
- 1960 : Our House (série télévisée, 1 épisode, The Man Who Knew Nothing) de Ernest Maxin
- 1960 : The Four Just Men (série télévisée, 1 épisode, The Boy Without a Country) : Capitaine Renald
- 1960 : On Trial (série télévisée, 1 épisode, Oscar Wilde) : Edward Carson
- 1960 : Ici Interpol (Interpol Calling) (série télévisée, 1 épisode, Mr. George) créée par F. Sherwin Green : Ahmed
- 1960 : An Arabian Night (téléfilm) de Mark Lawton : Wazir Al-Muin
- 1961 : Alcoa Presents: One Step Beyond (série télévisée, 2 épisodes) : Dr. Evans - Ministre / Klaus Karnak
- 1962 : Silent Evidence (série télévisée, 1 épisode, Prophet of Truth) : Shufru-Ka
- 1962 : Richard the Lionheart (série télévisée, 2 épisodes) : Forked Beard
- 1963 : ITV Television Playhouse (série télévisée, 1 épisode, The Paleto Confession)
- 1963 : Ghost Squad (série télévisée, 1 épisode, Death of a Sportsman) de Eric Price et William G. Stewart (en) : Zervas
- 1963 : Suspense (série télévisée, 1 épisode, The Uncertain Witness) : John Haythorn
- 1963-1967 : Le Saint (série télévisée) créée par Leslie Charteris : Inspector Yolu / Sanchez / Major Quintana
- 1965 : No Hiding Place (série télévisée, 2 épisodes) : Bernard Huntley / Tomas Bexiga
- 1966 : The Wednesday Play (série télévisée, 1 épisode, Why Aren't You Famous?) : Rudi
- 1966 : Court Martial (série télévisée, 1 épisode, Achilles' Heel) : Padre Verga
- 1966 : The Man Who Never Was (série télévisée, 1 épisode, If This Be Treason)
- 1966 : Why Aren't You Famous? (téléfilm) : Rudi
- 1967 : Theatre 625 (série télévisée, 1 épisode, Firebrand)
- 1968 : The Troubleshooters (série télévisée, 1 épisode, The Slight Problem with the Press) : Major Général Hassef
- 1969 : Les Champions (The Champions)(série télévisée, 1 épisode, Full Circle) : Garcian
- 1973 : Poigne de fer et séduction (The Protectors, titre québécois Les protecteurs)(série télévisée, 1 épisode, With a Little Help from My Friends) créée par Gerry Anderson : Le Président
- 1973 : L'Aventurier (The Adventurer) (série télévisée, 1 épisode, The Case of the Poisoned Pawn) créée par Monty Berman et Dennis Spooner : Nicky Asteri
- 1976 : Angoisse (Thriller) (série télévisée, 1 épisode, The Next Victim) créée par Brian Clemens : Spiros Lemke
- 1977 : Jésus de Nazareth (Jesus of Nazareth) (minie-série télévisée) de Franco Zeffirelli : Pharisee
- 1977 : La Grande Aventure de James Onedin (The Onedin Line) (série télévisée, 1 épisode, The Hostage) : Ranocci
- 1978 : Les Professionnels (The Professionals) (série télévisée, 1 épisode, Long Shot) créée par Brian Clemens : Villa
- 1978 : The Many Wives of Patrick (série télévisée, 1 épisode, The Sheikh of Saudi Kensington) : Sheikh Abdul
- 1978 : Le Retour du Saint (Return of the Saint) (série télévisée, 1 épisode, One Black September) créée par Leslie Charteris
- 1979 : Telford's Change (série télévisée, 4 épisodes) : Jacques Dupont
- 1980 : BBC2 Playhouse (série télévisée, 1 épisode, Pews) : Schrayer
- 1981 : Bizarre, bizarre (Tales of the Unexpected) (série télévisée, 1 épisode, The Way to Do It) d'après l'œuvre de Roald Dahl : Vasco
- 1981 : The Hitch Hikers Guide to the Galaxy (série télévisée, 1 épisode : Vogon Captain
- 1982 : Schoolgirl Chums (série télévisée)
- 1984 : The Hello Goodbye Man (série télévisée, 1 épisode) : Mr. Renwick
- 1988 : Wyatt's Watchdogs (série télévisée, 1 épisode, A Dot on the Landscape)
- 1989 : Campion (série télévisée, 1 épisode, Look to the Lady: Part 1 ) : Isaac Melchizadek
- 1989 : The Bill (série télévisée, 1 épisode, Make My Day) : Craven
- 1998 : Last of the Summer Wine (série télévisée, 1 épisode, The Only Diesel Saxophone in Captivity) : Vicar
- 2005 : Casualty (série télévisée, 1 épisode, Aftermath) : Rudy Goldspink